# Spathius chaoi
Spathius chaoi är en stekelart som beskrevs av Shi 2004. Spathius chaoi ingår i släktet Spathius och familjen bracksteklar. Inga underarter finns listade i Catalogue of Life.